# Lijst van burgemeesters van Balgoij
Dit is een lijst van burgemeesters van de voormalige Nederlandse gemeente Balgoij (ook Balgoy (en Keent) genoemd) tot die gemeente op 1 mei 1923 opging in de gemeente Overasselt.
| Ambtsperiode | Naam burgemeester                           | Partij of stroming | Bijzonderheden                   |
| ------------ | ------------------------------------------- | ------------------ | -------------------------------- |
| 1817 - ??    | jhr. Coenraad Willem le Mercier van Rappard |                    | schout, heer van Balgoy en Keent |
| 18?? - 1850  | H. van Lunen                                |                    |                                  |
| 1854 - 1856  | Petrus Vemer                                |                    |                                  |
| 1856 - 1856  | Haverkamp                                   |                    | waarnemend                       |
| 1856 - 1886  | Johannes de Bruijn Hz.                      |                    |                                  |
| 1887 - 1923  | Wilhelmus Joannes Cornelis de Bruijn        |                    |                                  |